# Identificador de Canal Virtual
Un Identificador de Canal Virtual (en inglés Virtual Channel Identifier, VCI) es un campo de 16 bits en el encabezado de una celda ATM. El VCI, junto con el VPI, se utilizan para identificar el próximo destino de una celda a medida que pasa a través de una serie de switches ATM en su recorrido hasta el destino. Los switches ATM utilizan los campos VPI/VCI para identificar el próximo VCL de red que una celda necesita para recorrer su camino hasta llegar al destino final. La función del VCI es similar a la del DLCI en Frame Relay.